# Рагальна
Рагальна (итал. Ragalna) — коммуна в Италии, располагается в регионе Сицилия, подчиняется административному центру Катания.
Население составляет 3103 человека, плотность населения составляет 80 чел./км². Занимает площадь 39 км². Почтовый индекс — 95030. Телефонный код — 095.
В коммуне особо почитается Пресвятая Богородица, празднование в последнее воскресение сентября.